# Helichthys
Helichthys è un pesce osseo estinto, appartenente ai Redfieldiiformes. Visse nel Triassico medio e i suoi resti fossili sono stati ritrovati in Sudafrica.

## Descrizione
Il corpo di questo pesce era fusiforme e la lunghezza poteva raggiungere i 10 centimetri. Helichthys era dotato di un cranio corto e dal muso smussato e largo.
Helichthys si distingueva dalle forme affini per la presenza di un dermosfenotico di dimensioni uguali al dermopterotico, per la presenza di un osso antopercolare, e per l'assenza della premascella. Erano presenti due paia di parietali, di cui il paio anteriore era vagamente quadrangolare mentre quello posteriore era triangolare. Il dermopterotico era stretto posteriormente. La mandibola era profonda posteriormente e si assottigliava anteriormente, per terminare al livello della sinfisi in una struttura appuntita. Il suborbitale era triangolare con angoli smussati, mentre il cinto pettorale era massiccio.

## Classificazione
Helichthys è un rappresentante dei Redfieldiiformes, un gruppo di attinotterigi vissuti prevalentemente nel Triassico dalle caratteristiche antiquate. Non è chiaro a quale famiglia appartenesse Helichthys, ed è possibile che fosse una forma basale del gruppo.
Helichthys venne descritto per la prima volta da Robert Broom nel 1909, sulla base di resti fossili ritrovati in Sudafrica, nella "Lower Cynognathus Zone", nello Stato Libero dell'Orange. La specie tipo è Helichthys browni. Successivamente James Brough nel 1931 attribuì altre specie a questo genere (H. elegans, H. stenopygae, H. obesus, H. ctenipteryx, H. grandipennis), dal medesimo orizzonte geologico. Una revisione successiva operata da Hutchinson nel 1973, tuttavia, ha dimostrato che tutte queste specie erano riconducibili a variazioni individuali della specie tipo.